# Engelbert I van Berg
Engelbert I van Berg (overleden te Kovin in juli 1189) was van 1160 tot aan zijn dood graaf van Berg. Hij behoorde tot het huis Berg.

## Levensloop
Engelbert I was een zoon van graaf Adolf II van Berg uit diens tweede huwelijk met Irmgard, dochter van graaf Engelbert van Schwarzenburg. Nadat zijn vader in 1160 abdiceerde om zich terug te trekken in een klooster, verdeelde hij zijn domeinen onder Engelbert en zijn broer Everhard I. Everhard, de jongste van de twee, kreeg de Westfaalse gebieden met de burcht van Altena en het latere graafschap Mark, terwijl aan Engelbert de Rijnse gebieden met Slot Burg en het graafschap Berg werden toegekend.
Dankzij zijn loyaliteit aan keizer Frederik I Barbarossa en de aartsbisschop van Keulen slaagde Engelbert erin om zijn graafschap te stabiliseren en zijn gebieden uit te breiden. Zo bemachtigde hij de burchten van Bensberg, Windeck en Elberfeld en werden hem in 1189 alle bezittingen van edelman Arnold van Teveren aan de rechteroever van de Rijn toegewezen, waardoor het graafschap Berg duidelijk uitbreidde naar het noorden.
Kort daarop, in mei 1189, ging hij als soldaat in het leger van keizer Frederik I Barbarossa deelnemen aan de Derde Kruistocht. De reis ging over de Donau naar de Balkan. Engelbert bereikte Palestina niet, aangezien hij reeds in juli 1189 overleed in Kovin, dicht bij de toenmalige grens tussen Hongarije en het Byzantijnse Rijk. Zijn zoon Adolf III volgde hem op als graaf van Berg.

## Huwelijk en nakomelingen
Rond 1175 huwde hij met Margaretha, dochter van graaf Hendrik I van Gelre. Uit hun huwelijk zijn drie kinderen bekend:
- Adolf III (circa 1175 - 1218), graaf van Berg
- Engelbert II (1185-1225), aartsbisschop van Keulen
- een dochter die mogelijk Gisela heette en als zuster intrad in het klooster van Oelingshausen.